# Mohammed Bagayogo
Mohammed Bagayogo Es Soudane Al Wangari Al Tombouctou, né en 1523 et mort en 1593, est un érudit de Tombouctou au sein de l'empire Songhaï. Baghayogho est originaire du peuple Dioula, un groupe ethnique mandé composé de marchands et d'érudits.

## Histoire
Il est né à Djenné en 1523, fils de Qadi Mahmud Bagayogo. Dans sa jeunesse, il fréquente le majlis d'Aḥmad b. Muḥammad b. Sa'īd, où il étudia le Mukhtasar, ainsi que le Mudawwana de Sahnun et le Muwatta Imam Malik avec son frère Ahmad. Lorsque Askia Daoud lui demande de devenir cadi de Djenné comme son père, il refuse cette nomination et se réfugie dans la mosquée avec son frère pendant plusieurs mois avant de s'enfuir à Tombouctou avec leur professeur.
Bagayogo devient finalement le cheikh et le professeur d'Ahmed Baba  à la médersa Sankoré, l'une des trois écoles philosophiques du Mali pendant l'âge d'or de l'Afrique de l'Ouest ; les deux autres sont la mosquée Sidi Yahya et la mosquée Djinguereber. En 1583, il est un dirigeant suffisamment important pour servir de facto de cadi de Tombouctou après la mort d'Al-Qadi Aqib ibn Mahmud ibn Umar, rendant des jugements devant la mosquée Sidi Yahya. Bagayogo, avec la plupart du reste de Tombouctou, soutient la rébellion des Balma'a contre Askia Muhammad Bani en 1588, mais survit aux purges menées par son successeur Askia Ishaq II. Il meurt le 7 juillet 1593, dans la vieille ville de Tombouctou.

## Postérité
En plus de son érudition, Mohammed Bagayogo est connu pour son refus de se soumettre aux occupants marocains. Une part importante de ses écrits est conservée sous forme de manuscrit à l'Institut Ahmed Baba, un dépôt de littérature africaine. 